# Sveriges fodboldforbund
Svenska Fotbollförbundet (SvFF) er Sveriges nationale fodboldforbund og dermed det øverste ledelsesorgan for fodbold i landet. Det administrerer de svenske fodbolddivisioner og landsholdet og har hovedsæde i Solna.
Forbundet blev grundlagt i 1904 og fik samme år medlemskab i FIFA. I 1954 var det også blandt de første medlemmer af UEFA.
Forbundets første formand var Clarence von Rosen, der var ivrig hestesportsmand, men også udøvede en række andre idrætsgrene.

## Ekstern henvisning
- svenskfotboll.se

| Fodbold | Spire Denne artikel om en fodboldorganisation er en spire som bør udbygges. Du er velkommen til at hjælpe Wikipedia ved at udvide den. |